# 亞歷山德拉斯·斯圖爾金斯基斯
亞歷山德拉斯·斯圖爾金斯基斯（1885年2月26日—1969年9月22日），立陶宛政治家。1918年，斯圖爾金斯基斯参与签署了立陶宛獨立法案，宣布立陶宛独立建国，并于1920年至1926年出任该国第二任总统，1926年政变后曾短暂出任代理总统，斯梅托纳再度上台后随即淡出政坛，第二次世界大战期间，斯圖爾金斯基斯遭到苏联囚禁，直到1956年才获释并回到立陶宛。

## 早年生涯
斯圖爾金斯基斯生于俄罗斯帝国科夫諾省卡尔蒂内奈的库塔利艾，是家中的第十二个子女，早年在家乡的学校就读，后来在拉脱维亚利耶帕亚、考纳斯神学院就读，随后在奥地利因斯布魯克大學的神学哲学系学习。后来，他转入哈雷-维滕贝格大学就读农学，并于1913年毕业，随即回到立陶宛阿利圖斯担任农艺师，期间，他參與了立陶宛的秘密結社，出版拉丁字母撰寫立陶宛語的《农民》杂志，以對抗俄國的立陶宛書刊禁令。1917年9月，斯圖爾金斯基斯在維爾紐斯會議上被選入立陶宛國民大會，並與其余19人开始承担建立獨立的立陶宛國的任務，翌年，他们一同签署了《立陶宛独立法案》，宣告立陶宛恢复独立，期间，斯圖爾金斯基斯也反对觊觎立陶宛统治权的德国贵族威廉·冯·乌拉赫，而德國於1918年底因戰敗而自立陶宛撤軍後，立陶宛也正式宣佈獨立。他也随即成为立陶宛基督教民主党的发言人，并在1920年组建了立陶宛农民协会，同年，他成为立陶宛制宪会议的发言人，实质上担任了该国的国家元首。1922年，立陶宛宪法通过后，斯图尔金斯基斯当选为总统:72-73。

## 擔任總統
斯图尔金斯基斯就任总统后，立陶宛于1922年10月舉辦了第一屆國會議員選舉，该国形成了以國會為基礎的政體，由一院制的立陶宛國會掌握政府主要權力，政府也开始著手進行土地、經濟與教育改革:72，但政局仍然不稳，其在任期间，政府就曾多次改组内阁。而他领导的立陶宛基督教民主党也受到了立陶宛人民農民聯盟與立陶宛社會民主黨等组成的左翼聯盟的挑战，在1926年的大选中，基督教民主党遭到后者击败，成为在野党。在外交上，立陶宛與波蘭的关系也相当紧张，波蘭占领了立首都维尔纽斯并于1922年將其併入維爾諾省，立陶宛因此被迫迁都考纳斯，并断绝與波蘭的外交关系:73，但立陶宛也在1922年透过克萊佩達起義占领了克萊佩達地區，國際聯盟承認既成事實，故在1923年2月17日將克萊佩達移交給立陶宛，作為其與波蘭戰爭中失去維爾紐斯地區的非正式補償，1924年5月簽署《克萊佩達協定》後，波蘭正式承認立陶宛對該地區的主權。

## 卸任及逝世
1926年，斯图尔金斯基斯卸任总统，并将职务和平移交给卡齊斯·格里紐斯，但格里纽斯随即在当年12月被军方推翻，安塔納斯·斯梅托納夺取了政权，当年12月19日，斯图尔金斯基斯当选为新任國會議長，成为正式的立陶宛國家元首，并在当天将总统一职移交给斯梅托纳。1927年，国会解散後，斯图尔金斯基斯随即辞去國會議長一职并淡出政坛，随即回到他在克雷廷加的农场务农，在此期间，他也曾呼吁在小国家实行民主政治，1940年，苏联入侵立陶宛後，斯图尔金斯基斯遭到內務人民委員部逮捕，并被流放到克拉斯诺亚尔斯克的一座集中营从事体力劳动，1952年，他又被苏联判囚25年，但在斯大林死后，赫鲁晓夫释放了他和他的妻子，1956年，他们被允许回到立陶宛，此后，斯图尔金斯基斯继续从事园艺师的工作，直到1969年逝世，而他的独生女阿尔多娜·斯图尔金斯凯特-约泽维切内（Aldona Stulginskaitė-Juozevičienė）则移居到美国，逃过了苏联的逮捕。